# Mălai (dystrykt)
Mălai (khm. ស្រុកម៉ាឡៃ) – dystrykt (srŏk) w północno-zachodniej Kambodży, w zachodniej części prowincji Bântéay Méanchey. Siedzibą administracyjną jest miasto Mălai. W 1998 roku zamieszkiwany przez 22 724 mieszkańców.

## Podział administracyjny
W skład dystryktu wchodzi 6 gmin (khum):
- Boeng Beng
- Mălai
- Ou Sampor
- Ou Sralau
- Ta Kong
- Tuol Pongro

Na terenie dystryktu położonych jest 37 miejscowości.

## Kody
- kod HASC[2] (Hierarchical administrative subdivision codes) – KH.OM.ML
- kod NIS[2] (National Institute of Statistics- district code) – 0109